# 해외 특파원
《해외특파원》(영어: Foreign Correspondent)은 1940년 미국의 스파이 영화로, 앨프리드 히치콕 감독이 미국으로 건너가 《레베카》(1940)로 성공을 거둔 후 만든 반전영화이다.
아카데미 작품상을 비롯해 여섯 개 부문 후보에 올랐으나, 수상은 하지 못했다. 《레베카》와 더불어 감독의 영화 중 유일하게 작품상 후보에 오른 사례이다.

## 줄거리
뉴욕 글로브 신문사의 사장은 존스를 2차세계대전의 전운이 감도는 유럽에 파견하기로 낙점한다. 존스는 암스테르담으로 가 외교관 밴 미어를 인터뷰하라는 첫 임무를 지시받게 된다.
존스는 피셔가 당수로 있는 세계평화당의 모임에 밴 미어가 참석할 거라는 정보를 사장으로부터 전달받고 그 곳으로 향한다. 그런데 호텔앞에서 택시에 오르는 밴 미어를 보게 된다. 존스는 택시에 동승하고 목적지인 당 모임에 도착한 순간 밴 미어가 어디론가 사라졌다는 사실을 깨닫는다. 또 다른 암스테르담 컨퍼런스장 앞에서 밴 미어를 기다리던 존스는 밴 미어가 자신을 보고도 전혀 알아보지 못하는 점을 의아하게 여긴다. 그 때 사진기자로 위장한 한 남자가 밴 미어를 촬영하는 척 하면서 총으로 암살한다. 이 사건을 눈앞에서 목격한 존스는 런던 타임즈기자 폴리오트, 그리고 피셔의 딸 캐롤과 함께 밴 미어를 암살한 범인의 뒤를 자동차로 추적한다. 남자는 갑자기 사라지고 존스는 이상한 풍차들이 있는 허허벌판에서 멈추게 된다.
존스는 풍차안에서 암살된 것으로 알았던 밴 미어를 만난다. 밴 미어는 존스가 목격한 암살사건은 가짜라고 말하며, 정체를 알 수 없는 자들이 자신과 닮은 사람을 살해한 것이라고 말한다. 수상한 남자들이 풍차안으로 들어오는 소리가 나자 존스는 호텔로 돌아가고 그날 밤 존스를 찾아온 경찰서 형사들을 만난다. 그러나 그들이 형사들이 아니라는 사실을 눈치챈 존스는 욕실 창문으로 빠져나가 지붕위로 도망친다. 캐롤의 호텔방으로 들어간 존스는 캐롤의 도움으로 영국으로 피신한다. 피셔의 저택으로 간 존스는 그곳에서 풍차에서 본 남자를 만난다. 존스는 피셔가 사람을 시켜 자신을 살해하려하자 피셔의 정체가 나치의 스파이라는 사실을 깨닫는다. 한편 폴리오트는 피셔가 밴 미어에게 평화협정 27번 조항에 대해 말하길 거부하는 밴 미어를 부하를 시켜 살해하는 장면을 목격한다. 다음 날, 제2차 세계대전이 발발하는 호외가 나가고 미국행 비행기에 몸을 실은 피셔는 딸 캐롤에게 자신이 나치의 스파이라는 사실을 고백한다.
비행기는 독일 함대의 폭격을 받아 바다에 추락하게 된다. 폴리오트, 존스, 캐롤은 바다에 빠지지만 영국함선에 의해 구조된다. 하지만 피셔는 바다에서 사라졌으며 영국으로 되돌아간 존스는 미국 국민들에게 유럽의 전쟁상황을 알리는 라디오 방송전파를 내보낸다.

## 출연
- 조엘 매크레이 - 존 존스
- 러레인 데이 - 캐럴 피셔
- 허버트 마셜 - 스티븐 피셔
- 조지 샌더스 - 폴리엇
- 앨버트 배서먼 - 밴미어
- 로버트 벤칠리 - 스테빈스
- 에드먼드 그웬 - 롤리
- 에두아르노 찬넬리 - 미스터 크루그
- 해리 대븐포트 - 미스터 파워스
- 마틴 코슬렉 - 트램프
- 프랜시스 카슨 - 스프레이그 부인
- 이언 울프 - 스타일스
- 찰스 웨이건하임 - 암살자
- 에드워드 콘래드 - 라트비아인
- 찰스 핼턴 - 브래들리
- 바버라 페퍼 - 도린
- 에머리 파넬 - 모히칸
- 로이 고든 - 미스터 브루드
- 거트루드 호프먼 - 벤슨 부인
- 마틴 러몬트 - 캡틴
- 배리 버나드 - 스튜어드
- 홈스 허버트 - 경찰부청장
- 레너드 무디 - 매케나
- 존 버턴 - 아나운서

## 기타
- 음향: 프랭크 마허
- 미술: 줄리아 헤론
- 특수효과: 윌리엄 카메론 멘지스